# 3420 Стендіш
3420 Стендіш (3420 Standish) — астероїд головного поясу, відкритий 1 березня 1984 року.
Тіссеранів параметр щодо Юпітера — 3,168.